# Partidul Socialist Român
Partidul Socialist Român (PSR), numit în trecut Partidul Alianța Socialistă sau Partidul Alternativa Socialistă, este un partid politic din România. Partidul a fost fondat în 2003 de membrii Partidului Socialist al Muncii (PSM) care au refuzat comasarea prin absorbție a acestui partid în Partidul Social Democrat (PSD), decisă anterior sub conducerea lui Ioan Sasu.
După anul 2004, PSR a realizat o serie de fuziuni cu alte partide de stânga precum Partidul Muncitoresc Român sau Partidul Socialist Unit, existente la acea dată.

## Istorie
Începând cu anul 2004 PSR a participat la toate alegerile, cu excepția alegerilor parlamentare din 2008 și a celor europarlamentare din 2009, când nu a aliniat niciun candidat. Procentual, cel mai bun rezultat electoral a fost obținut la alegerile parțiale pentru parlamentul european din 2007, când a înregistrat un scor electoral de 0.55%. Ca număr de mandate obținute cel mai bine s-a comportat în anul electoral 2004, când a obținut 4 mandate de primari și 72 de consilieri locali. La alegerile locale din 2016 a obținut un număr de 20 de consilieri locali (câțiva dintre ei fiind aleși la Hunedoara pe listele unei alianțe locale).

### Tentativa de schimbare a denumirii din PAS în PCR
În iulie 2010, partidul a decis să își schimbe denumirea în Partidul Comunist Român. În ianuarie 2011, Partidul Alianța Socialistă a primit verdictul din partea Tribunalului București conform căruia nu poate prelua denumirea de “Partidul Comunist Român”. Conform presei conducerea partidului ar fi decis să se adreseze Curții Europene a Drepturilor Omului (CEDO) după ce magistrații Curții de Apel București au respins schimbarea denumirii Partidului Alianța Socialistă. O confirmare a acestui demers a venit abia în ianuarie 2014, după ce partidul a fuzionat cu o altă formațiune politică.
Oficial, PAS a continuat să se numească Partidul Alianța Socialistă și a participat la alegeri sub această denumire. Partidul nu a mai afișat nici un fel de însemn legat de schimbarea de denumire. La vremea respectivă Ion Iliescu, președintele sub mandatul căruia, practic, PCR a fost trecut pentru a doua oară în ilegalitate (după perioada dintre 1924-1944) a comentat decizia PAS de schimbare a numelui ca fiind una oportunistă, de natură electorală.

### Reînființarea sub o titulatură nouă
Ca urmare a slabelor rezultate electorale, PAS a fost propus pentru desființare de Ministerul Public în luna mai 2013 conform Legii Partidelor 14/2003. Înainte ca desființarea să fie efectiv pronunțată de instanța de judecată, PAS a fuzionat cu Partidul Alternativa Socialistă (nou înființat) preluând numele acestuia și cedându-i în schimb istoricul, simbolurile, patrimoniul și organizațiile.
La data de 30 aprilie 2015, noua cerere de redenumire a partidului a fost admisă de Tribunalul București. Partidul și-a schimbat numele în Partidul Socialist Român (PSR).

### Constantin Rotaru pleacă la PCR
În iunie 2015 Constantin Rotaru, care a fost multă vreme președintele partidului, a anunțat că a depus la Tribunalul București o cerere de reînființare a Partidului Comunist Român. În acest fel, conform legii, Constantin Rotaru și-a pierdut de drept locul de membru al PSR și implicit funcția de președinte al partidului. Noul președinte al partidului a devenit Marin Badea, care fusese până atunci prim-vicepreședinte.
Tentativa a eșuat, iar Rotaru s-a reînscris în partid. Din luna decembrie a aceluiași an, acesta a redevenit președinte al PSR.

## Afiliere internațională
Pe plan internațional partidul este afiliat Partidul Stângii Europene (SE) - internaționala partidelor socialiste, eurocomuniste și social-ecologiste din Europa. Oficial, SE susține poziții politice considerate a fi radicale, la stânga poziției de centru-stânga reprezentate de Internaționala Socialistă (din care face parte PSD). PSR reprezintă în România pozițiile politice ale SE și conform statutului propriu doctrina oficială este cea a socialismului democratic, opus neoliberalismului. Astfel, în opinia PSR rolul statului în economie trebuie prezervat și avuțiile solului și subsolului trebuie exploatate numai în regim de proprietate publică. Piața liberă este permisă în toate domeniile, dar guvernul trebuie să apere caracterul social al statului. Conform programului, PSR militează pentru pluralismul politic, democrație și constituționalism.

## Legăturiexterne
- Site oficial